# Konkathedrale Verwandlung Christi (Varnsdorf)

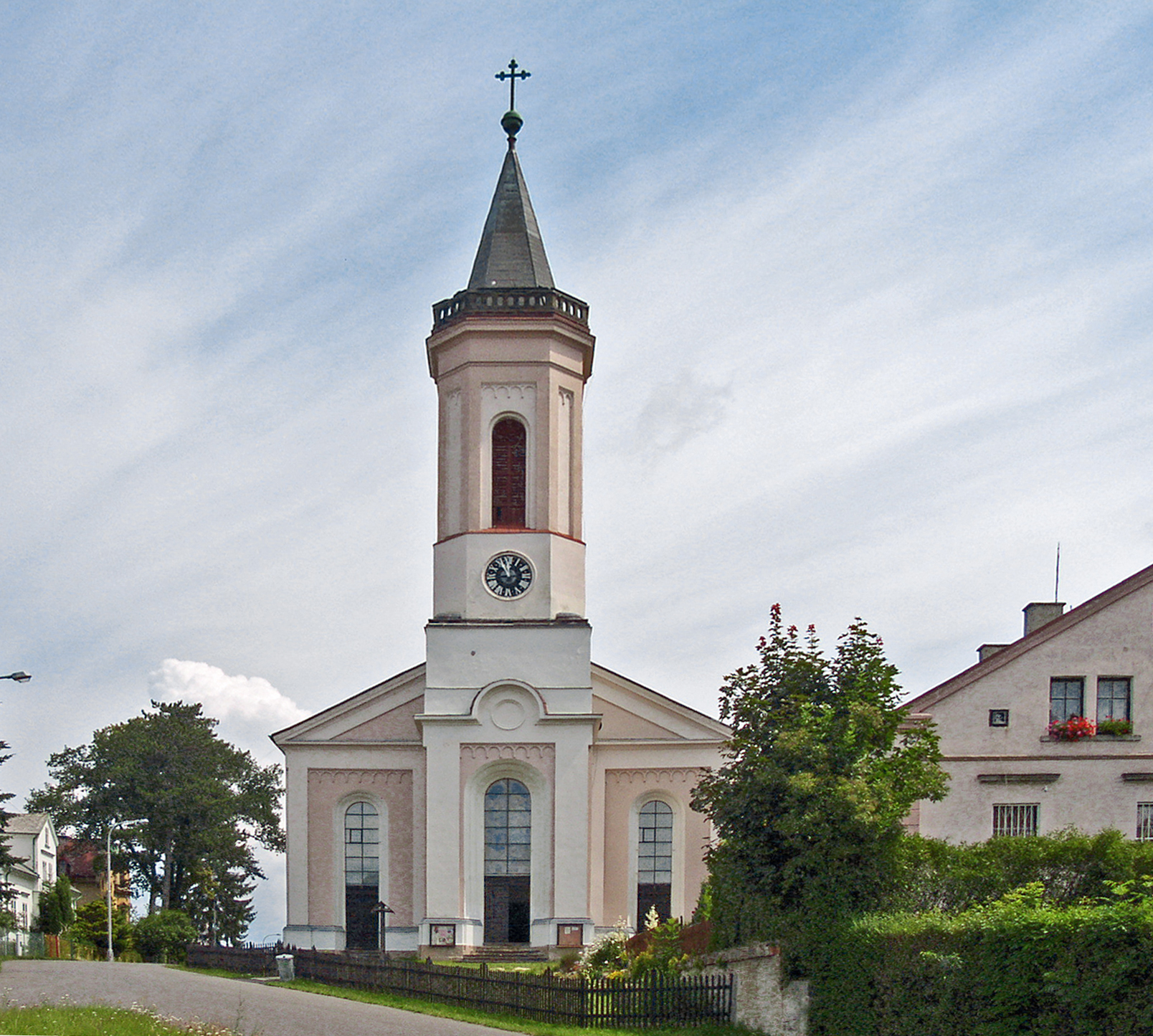
Altkatholische Kirche in Varnsdorf

Die Konkathedrale Verwandlung Christi in Varnsdorf (Warnsdorf), Tschechien, ist ein neuromanisches Kirchengebäude der Altkatholischen Kirche in Tschechien.

## Geschichte
Warnsdorf spielt in der Geschichte des Altkatholizismus in Österreich-Ungarn eine zentrale Rolle. In der Folge des Ersten Vatikanischen Konzils kam es durch die Ablehnung der Konzilsbeschlüsse zur Gründung von altkatholischen Gemeinden in Deutschland und der Schweiz, aber auch – vor allem durch das Wirken von Anton Nittel – in Österreich. Zusammen mit den beiden Pfarrgemeinden in Wien und Ried im Innkreis war die Warnsdorfer Gemeinde eine der ersten altkatholischen Gemeindegründungen in der Donaumonarchie.
Der Bau des Kirchengebäudes wurde im Jahre 1873 begonnen; es wurde am 27. Dezember 1874 geweiht. Ende August 1880 wurde mit dem Bau der Pfarreigebäude begonnen. Am 1. Januar 1897 erfolgte die Verlegung des Bischofssitzes von Wien nach Warnsdorf und die Erhebung der Pfarrkirche zur Kathedralkirche. Durch die Vertreibung der Deutschböhmen erlosch die zuvor überwiegend deutschsprachige altkatholische Gemeinde in Warnsdorf. Die nach dem Krieg führungslose Kirche wurde enteignet. Das Kirchengebäude diente in den darauf folgenden Jahrzehnten verschiedenen Zwecken (unter anderem als Kolumbarium). 
Im Jahre 1995 wurde der Bischofssitz von Warnsdorf nach Prag verlegt und der Warnsdorfer Kirche der Rang einer Konkathedrale eingeräumt. Nach Beendigung der Restaurierungsarbeiten wurde der Kirche der Name Verklärung Christi gegeben. Zur Wiedereinweihung der Kirche fand 1996 ein Versöhnungsgottesdienst der deutschen und tschechischen Ortsgemeinden statt, an den sich ein Jahr der Versöhnung anschloss. Im Jahre 2000 wurde mit der Restaurierung der Vitragefenster begonnen, die mit internationaler Hilfe einige Jahre später abgeschlossen werden konnte. 
Am 23. August 2002 feierten die tschechische und die deutsche Gemeinde in der altkatholischen Kirche in Varnsdorf einen gemeinsamen Gottesdienst, und anlässlich der Feierlichkeiten zur Aufnahme der Tschechischen Republik und der Republik Polen in die Europäische Union fand der Dekanatstag der ostdeutschen Gemeinden am 8. Mai 2004 in Varnsdorf zusammen mit den Gemeinden aus Jelenia Gora (Polen) und Varnsdorf (Tschechien) hier statt. Im Jahr 2014 spendeten die Bischöfe Dušan Hejbal und Matthias Ring hier gemeinsam das Sakrament der Firmung an deutsche und tschechische Altkatholiken.
Heute (2018) gibt es in Varnsdorf (wieder) eine aktive altkatholische Gemeinde, die neben der gemeindlichen Seelsorge und der sozialen Betreuung von Kindern auch intensive Beziehungen zur deutschen Nachbargemeinde in Sachsen pflegt. So feiern seit Jahren die deutsche und die tschechische Gemeinde den Karfreitagsgottesdienst gemeinsam.

## Ausstattung
Die auf dem Altar befindliche Alabasterstatue Christi wurde von dem in Warnsdorf geborenen Bildhauer Vincenz Pilz geschaffen und im Juni 1882 in der Kirche aufgestellt. Auch das in der Kirche befindliche Relief der Huldigung der Heiligen Drei Könige stammt von Pilz. 